# Baloma
Baloma – w wierzeniach Trobriandczyków duch przodka, pełniącego istotną rolę przy zapłodnieniu kobiety. Zajść w ciążę można kąpiąc się w morzu. Stosunek seksualny ma rolę drugorzędną, stanowi zaledwie sposób otwarcia drogi dla baloma. Wierzenia te stanowią podstawę matrylinearnego systemu dziedziczenia wśród Trobriandczyków. Do poznania tych koncepcji przyczynił się znacznie Bronisław Malinowski prowadząc badania etnograficzne na Wyspach Trobriandzkich.